# لويد بيجل جونيور
لويد بيجل جونيور (بالإنجليزية: Lloyd Biggle Jr.)‏‏ (17 أبريل 1923 في واترلو - 12 سبتمبر 2002 في آن آربر) كاتب، وروائي، وكاتب خيال علمي من الولايات المتحدة.

## الجوائز
- وسام القلب الأرجواني